# Dendrobium victoriae-reginae
L'orchidea della Regina Vittoria (Dendrobium victoriae-reginae Loher, 1897) è una pianta della famiglia delle Orchidacee, endemica delle Filippine.

## Descrizione
È una pianta di taglia grande che cresce come epifita su alberi ricoperti di muschio, in cui affonda le proprie radici. Presenta steli ramificati alla base, rigonfi in corrispondenza dei nodi e avvolti dalle guaine fogliari. Le foglie possono essere fino a 12 e si presentano oblunghe o lanceolate, acuminate all'apice e di caratteristica trama cartacea. La fioritura può avvenire in qualsiasi periodo dell'anno, ma prevalentemente in maggio-giugno ed è costituita da un breve racemo che aggetta dai nodi rimasti senza foglie, recante da uno a tre fiori di dimensioni superiori ai 2,5 centimetri.

## Distribuzione e habitat
È una pianta originaria delle isole Filippine, dove cresce in fitte foreste di querce, rododendri e azalee, con alberi ricoperti di muschio, in ombra profonda, e zone ventilate ad un'altitudine di 1300-2700 metri.

## Coltivazione
Queste piante hanno bisogno di una posizione all'ombra, temono la luce diretta del sole, gradiscono le temperature non troppo alte e sono meglio coltivate su panieri sospesi, con concimazioni e irrigazioni durante tutto l'anno.